# Terra Fria (2005)
North Country (bra: Terra Fria; prt: North Country - Terra Fria ou Terra Fria) é um filme estadunidense de 2005, do gênero drama, dirigido por Niki Caro, estrelado por Charlize Theron, Frances McDormand, Sean Bean, Richard Jenkins, Michelle Monaghan, Jeremy Renner, Woody Harrelson, e Sissy Spacek. O roteiro de Michael Seitzman foi inspirado no livro de 2002 Class Action: The Story of Lois Jenson and the Landmark Case That Changed Sexual Harassment Law, de Clara Bingham e Laura Leedy Gansler.

## Sinopse
Em 1989, Josey Aimes foge de seu marido abusivo de volta para sua cidade natal, no norte de Minnesota, com seus filhos, Sammy e Karen, e se muda com seus pais, Alice e Hank. Hank tem vergonha de Josey, que teve Sammy quando adolescente por um pai desconhecido, e acredita que Josey é promíscua. Enquanto trabalhava como lavadora de cabelos, Josey se reconecta com um velho conhecido, Glory Dodge, que trabalha na mina de ferro local e sugere que Josey faça o mesmo, pois um trabalho lá paga seis vezes mais do que o que Josey está fazendo agora. A busca pelo trabalho de Josey prejudica ainda mais seu relacionamento com Hank, que também trabalha na mina e acredita que as mulheres não deveriam estar trabalhando lá, então ela e seus filhos vão morar com Glory e seu marido, Kyle.
Josey rapidamente faz amizade com várias outras trabalhadoras da mina e logo percebe que as mulheres são alvos constantes de assédio sexual e humilhação pela maioria de seus colegas de trabalho, que, como Hank, acreditam que as mulheres estão assumindo empregos mais apropriados para os homens. Josey, em particular, é alvo de Bobby Sharp, seu ex-namorado do ensino médio. Josey tenta conversar com seu supervisor, Arlen Pavich, sobre o problema, mas ele se recusa a levar suas preocupações a sério. As mulheres sofrem assédio adicional e até abuso em retaliação, e Bobby espalha boatos de que Josey tentou seduzi-lo, levando sua esposa a repreender publicamente e humilhar Josey no jogo de hóquei de Sammy. Sammy começa a se ressentir da maneira como as pessoas da cidade as tratam e passa a acreditar nas fofocas sobre a alegada promiscuidade de sua mãe.
Josey leva suas preocupações para o proprietário da mina, Don Pearson, mas, apesar das garantias anteriores de que ele está lá para ajudar, ela chega e descobre que ele convidou Pavich para a reunião, junto com vários outros executivos e se oferece para aceitar sua demissão imediatamente. Ela se recusa, e depois que Pearson sugere que ele acredita que os rumores sobre sua promiscuidade, ela sai devastada. Mais tarde, depois de ter sido agredida sexualmente por Bobby no trabalho, ela sai e pede a Bill White, um advogado de Kyle e Glory, que a ajude a abrir um processo judicial contra a empresa. Bill a aconselha a recrutar outras mulheres para formar uma ação coletiva, que seria o primeiro de seu tipo. As mineiras, no entanto, temem perder o emprego e enfrentar assédio adicional, então Josey tenta seguir em frente com o caso sozinha. Ela também descobre que Glory tem a doença de Lou Gehrig e sua saúde está diminuindo rapidamente.
Alice e Hank discutem sobre o processo de Josey, e quando Hank ainda se recusa a perdoar sua filha, Alice o deixa. Em uma reunião do sindicato, Josey tenta se dirigir aos mineiros e explicar seus motivos para processar a mina, mas eles constantemente a interrompem e insultam, levando Hank a defender sua filha e repreender seus colegas de trabalho pelo tratamento de Josey e todas as outras mulheres na mina. Ele e Alice então se reconciliam. No tribunal, o advogado da empresa de mineração tenta manter a história sexual de Josey contra ela, com base no testemunho de Bobby de que Sammy é o resultado de um relacionamento sexual consensual entre Josey e seu professor do ensino médio, Paul Lattavansky. Josey então revela que depois da escola um dia, onde ela e Bobby estavam cumprindo detenção juntos depois de serem pegos se beijando, ela foi estuprada por Lattavansky, o que a levou a engravidar de Sammy. Hank ataca o professor em questão e Bill fica em um recesso depois que Josey sai do tribunal.
Sammy ainda se recusa a acreditar em sua mãe e foge, até que Kyle pede que ele reconsidere, e ele e Josey se abraçam depois de uma conversa.
Bill examina Bobby e o faz admitir que testemunhou o estupro de Josey, mas estava com muito medo de fazer algo a respeito. Glory, que chegou ao tribunal em sua cadeira de rodas e não consegue falar, mandou Kyle ler uma carta dizendo que está com Josey, embora ainda não seja suficiente para se qualificar para um processo coletivo. Após uma pausa, muitas outras mulheres permanecem, seguidas por membros da família e até vários mineiros que não assediam as mulheres. A empresa de mineração é forçada a pagar as mulheres por seu sofrimento e a estabelecer uma política de assédio sexual histórica no local de trabalho.

## Elenco
- Charlize Theron .... Josephine "Josey" Aimes
- Amber Heard .... jovem Josey
- Frances McDormand .... Glory
- Sean Bean .... Kyle
- Richard Jenkins .... Hank Aimes
- Jeremy Renner .... Robert "Bobby" Sharp
- Cole Williams .... jovem Bobby
- Michelle Monaghan .... Sherry
- Thomas Curtis .... Samuel "Sammy" Aimes
- Woody Harrelson .... Bill White
- Sissy Spacek .... Alice Aimes
- Tom Bower .... Gray Suchett
- Linda Emond .... Leslie Conlin
- Rusty Schwimmer .... Big Betty
- Jillian Armenante .... Peg
- Xander Berkeley .... Arlen Pavich
- Chris Mulkey .... Earl Slangley
- Corey Stoll .... Ricky Sennett
- Brad William Henke .... Lattavansky
- John Aylward .... juiz Halsted
- Marcus Chait .... Wayne
- James Cada .... Don Pearson

## Produção
Lois Jenson, em quem a personagem de Josey se baseia, começou a trabalhar na mina EVTAC (de "Eveleth Taconite") em Eveleth, Minnesota, em 1975, e iniciou seu processo em 1984, quatro anos antes do ano em que o filme começou. Sua linha do tempo estava condensada, mas, na realidade, levou quatorze anos para o caso ser resolvido. Jenson se recusou a vender os direitos de sua história ou a atuar como consultora do filme.
O personagem Glory Dodge, interpretado por Frances McDormand, foi baseado em Pat Kosmach, uma das queixosas no processo de ação coletiva. Kosmach morreu no meio do caso, em 7 de novembro de 1994. Eveleth Mines foi condenada quatro anos depois, em dezembro de 1998, pagando a quinze mulheres um total de US$3,5 milhões.
O filme foi filmado nas cidades de Eveleth, Virgínia, Chisholm e Hibbing, no norte de Minnesota; Minneapolis; bem como Silver City e Santa Fé, no Novo México.

## Trilha sonora
1. "North Country" by Gustavo Santaolalla – 2:08
2. "Girl of the North Country" by Leo Kottke – 3:33
3. "Tell Ol' Bill" by Bob Dylan – 5:08
4. "Werewolves of London" by Warren Zevon – 3:28
5. "Bette Davis Eyes" by Kim Carnes – 3:49
6. "If I Said You Had a Beautiful Body (Would You Hold It Against Me)" by The Bellamy Brothers – 3:17
7. "Lay Lady Lay" by Bob Dylan – 3:19
8. "A Saturday in My Classroom" by Gustavo Santaolalla – 3:46
9. "Sweetheart Like You" by Bob Dylan – 4:37
10. "Baby Don't Get Hooked on Me" by Mac Davis – 3:05
11. "Do Right to Me Baby (Do Unto Others)" by Bob Dylan – 3:52
12. "Standing Up" by Gustavo Santaolalla – 2:43
13. "Paths of Victory" by Cat Power – 3:24

As músicas do filme que não estavam na trilha sonora incluem "Wasn't That a Party", do The Irish Rovers, "Shake the House Down", de Molly Hatchet, e versões de karaokê de "I Drink Alone", de George Thorogood, e "Hit Me with Your Best Shot" de Pat Benatar.

## Lançamento
O filme estreou no Festival Internacional de Cinema de Toronto em 2005 e foi exibido no Festival Internacional de Cinema de Chicago antes de ser lançado nos EUA, onde arrecadou US$6,422,455 no fim de semana de estreia, ocupando o 5º lugar nas bilheterias. Orçado em US$30 milhões, acabou arrecadando US$18,337,722 nos EUA e US$6,873,453 em mercados estrangeiros, para uma bilheteria mundial total de US$25,211,175.

## Recepção

### Resposta crítica
No agregador de críticas Rotten Tomatoes, 69% dos críticos deram críticas positivas ao filme, com base em 174 críticas, com Theron e McDormand recebendo elogios da crítica por suas performances. O consenso do site declara: "Embora às vezes melodramático e formulado, North Country é, no entanto, uma história empolgante e poderosa de coragem e humanidade". Em Metacritic, o filme tem uma pontuação média de 68 em 100, com base em 39 críticas.

## Prêmios e indicações
| Prêmio                                                                        | Data da cerimônia       | Categoria                                | Desinatário(s)    | Resultado |
| ----------------------------------------------------------------------------- | ----------------------- | ---------------------------------------- | ----------------- | --------- |
| Academy Awards                                                                | 5 de março de 2006      | Melhor Atriz                             | Charlize Theron   | Indicado  |
| Academy Awards                                                                | 5 de março de 2006      | Melhor Atriz Coadjuvante                 | Frances McDormand | Indicado  |
| Prêmios Globo de Ouro                                                         | 16 de janeiro de 2006   | Melhor Atriz - Drama                     | Charlize Theron   | Indicado  |
| Prêmios Globo de Ouro                                                         | 16 de janeiro de 2006   | Melhor Atriz Coadjuvante - Filme         | Frances McDormand | Indicado  |
| British Academy Film Awards                                                   | 19 de fevereiro de 2006 | Melhor Atriz Principal                   | Charlize Theron   | Indicado  |
| British Academy Film Awards                                                   | 19 de fevereiro de 2006 | Melhor Atriz Coadjuvante                 | Frances McDormand | Indicado  |
| Screen Actors Guild Awards                                                    | 29 de janeiro de 2006   | Melhor atriz principal em cinema         | Charlize Theron   | Indicado  |
| Screen Actors Guild Awards                                                    | 29 de janeiro de 2006   | Melhor atriz secundária em cinema        | Frances McDormand | Indicado  |
| Critics' Choice Awards                                                        | 9 de janeiro de 2006    | Melhor Atriz                             | Charlize Theron   | Indicado  |
| Critics' Choice Awards                                                        | 9 de janeiro de 2006    | Melhor Atriz Coadjuvante                 | Frances McDormand | Indicado  |
| Prêmios Satellite                                                             | 17 de dezembro de 2005  | Melhor Atriz - Filme                     | Charlize Theron   | Indicado  |
| Prêmios Satellite                                                             | 17 de dezembro de 2005  | Melhor Atriz Coadjuvante - Filme         | Frances McDormand | Indicado  |
| Festival Internacional de Cinema de Chicago                                   | 20 de outubro de 2005   | Prêmio Escolha do Público - Melhor Filme | Niki Caro         | Venceu    |
| Dallas-Fort Worth Film Critics Association                                    | 19 de dezembro de 2005  | Melhor Atriz                             | Charlize Theron   | Indicado  |
| Las Vegas Film Critics Society (Sociedade de Críticos de Cinema de Las Vegas) | 19 de dezembro de 2005  | Melhor Atriz Coadjuvante                 | Frances McDormand | Venceu    |
| St. Louis Gateway Film Critics Association                                    | 8 de janeiro de 2006    | Melhor Atriz                             | Charlize Theron   | Indicado  |
| St. Louis Gateway Film Critics Association                                    | 8 de janeiro de 2006    | Melhor Atriz Coadjuvante                 | Frances McDormand | Indicado  |
| Vancouver Film Critics Circle                                                 | 7 de fevereiro de 2006  | Melhor Atriz                             | Charlize Theron   | Indicado  |
| Washington D.C. Area Film Critics Association                                 | 12 de dezembro de 2005  | Melhor Atriz                             | Charlize Theron   | Indicado  |